# Transeuropäische Netze
Transeuropäische Netze (englisch Trans-European Networks, kurz TEN) sind ein Beitrag der Europäischen Union zur Umsetzung und Entwicklung des Binnenmarktes und zur Verbesserung des wirtschaftlichen und sozialen Zusammenhaltes der Union. Mit dem Schwerpunktprogramm wird in der EU eine bessere Vernetzung im Binnenmarkt und eine gewisse Vereinheitlichung der Verkehrssysteme angestrebt. Ferner soll die Infrastruktur von Energie und Telekommunikation verbessert werden. Teil des Programms ist Entwicklung und Unterhalt des Satellitennavigationssystem Galileo.
Rechtsgrundlage ist das Kapitel „Transeuropäische Netze“ (Art. 170 bis Art. 172) im Vertrag über die Arbeitsweise der Europäischen Union. Die EU definiert im ordentlichen Gesetzgebungsverfahren Leitlinien, die die Ziele und Prioritäten des TEN-Ausbaus sowie einzelne Vorhaben von gemeinsamem Interesse festlegen. Insbesondere durch die Harmonisierung technischer Normen soll garantiert werden, dass die Netze unterschiedlicher Staaten erfolgreich verknüpft werden können. Die EU kann Machbarkeitsstudien durchführen lassen und mithilfe des Kohäsionsfonds und anderer Mittel einzelne Vorhaben finanziell unterstützen. Diese Anreize sorgen dafür, dass neue Infrastrukturprojekte bereits in der Planungsphase mit gesamteuropäischen Bedürfnissen und Anforderungen abgestimmt werden.
Vorhaben, die das Hoheitsgebiet eines bestimmten Mitgliedstaats betreffen, bedürfen in jedem Fall der Billigung dieses Staates.

## Gliederung der TEN
Die TEN umfassen Netze für:
- Verkehr (Abk. TEN-Verkehr bzw. englisch TEN-Transport)
  - Straßen
  - Eisenbahnstrecken
  - Binnenwasserstraßen
  - das europäische Hochgeschwindigkeitsnetz (ICE, TGV, AVE usw.)
  - den kombinierten Verkehr verschiedener Verkehrsträger
  - Häfen
  - Flughäfen
  - Güterverkehrsterminals
  - Verkehrsmanagement
  - Satellitennavigation mit Galileo-Satelliten
- Energie (TEN-Energie)
- Telekommunikation (eTEN)
  - Infosysteme (GIS)

Für jeden dieser Bereiche wurden Leitlinien geschaffen, die Ziele definieren und beschreibend oder in Form von Karten die Bestandteile der Transeuropäischen Netze festlegen.

## Energie
Die TEN-Energie bestehen aus Strom-, Gas-, Fernwärme- und -kälte- und Erdöl-Netzen sowie Netzen für den Transport von CO2. Daneben zählt die EU die Speicherung von CO2, Wasserstoff, Erdgas und Strom zu diesem Bereich.
Die EU prognostizierte im Jahr 2010, dass in den nächsten zehn Jahren eine Billion Euro in das Energiesystem investiert werden müssten. Wer die Kosten aufbringen soll, ging aus dem Bericht nicht hervor. Allein 200 Mrd. Euro müssten allein für die Energietransportnetze ausgegeben werden und davon werde der Markt nur etwa die Hälfte tragen, hieß es in dem Bericht weiter.

### Ziele
- Offshore-Energie-Netz in den „nördlichen Meeren“[3] und Anbindung an Nord- und Mitteleuropa.
- Verbindungsleitungen in Südwesteuropa, insbesondere zwischen Südfrankreich und Spanien
- Verbindungen in Mittelost- und Südosteuropa
- Vollendung des Baltic Energy Market Interconnection Plan (BEMIP), eines Plans zur Verbindung der Strom- und Gasnetze der Ostseeanrainer (mit Ausnahme von Russland)

## Verkehr

Netz der Schnellfahr-Eisenbahnstrecken Europas

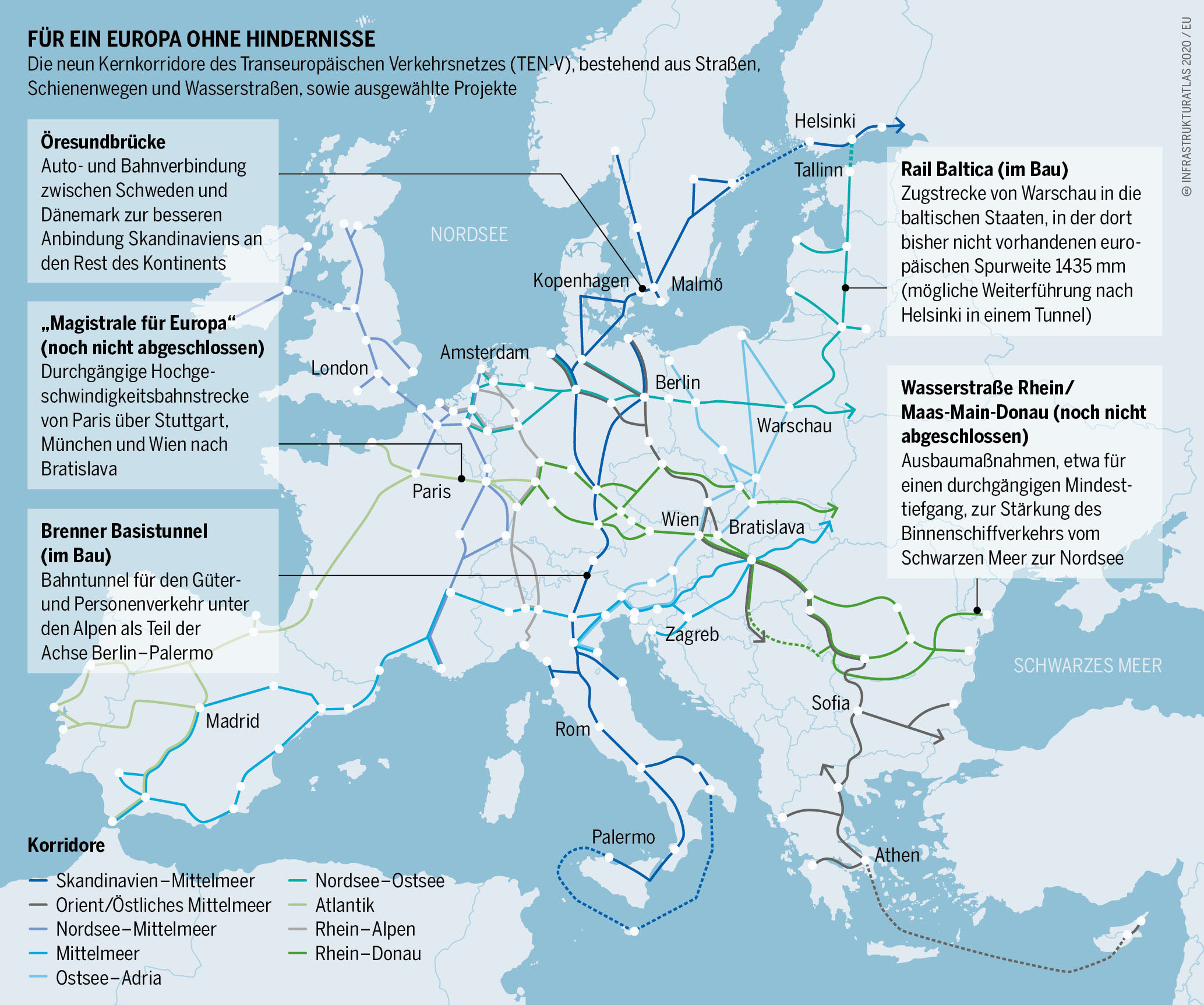
Die neun Kernkorridore des Transeuropäischen Verkehrsnetzes TEN-V. Quelle: Infrastrukturatlas 2020, Urheber: Appenzeller/Hecher/Sack, Lizenz: CC BY 4.0

### Leitlinien für das transeuropäische Verkehrsnetz
Die Grundlage für den Aufbau eines TEN-V, häufig auch TEN-T für TEN – Transport, wurde durch die Leitlinien für den Aufbau eines transeuropäischen Verkehrsnetzes (Entscheidung Nr. 1692/96/EG vom 23. Juli 1996, geändert mit Entscheidungen Nr. 1346/2001/EG vom 22. Mai 2001 und Entscheidung Nr. 884/2004/EG vom 29. April 2004) geschaffen. Sie wurden gemäß Beschluss Nr. 661/2010/EU vom 7. Juli 2010 des Europäischen Parlaments und des Rates kodifiziert. Mit Amtsblatt L 348 der Europäischen Union vom 20. Dezember 2013 wurde die Verordnung (EU) Nr. 1315/2013 des Europäischen Parlaments und des Rates vom 11. Dezember 2013 über Leitlinien der Union für den Aufbau eines transeuropäischen Verkehrsnetzes und zur Aufhebung des Beschlusses Nr. 661/2010/EU kundgemacht und trat am Tag nach ihrer Veröffentlichung im Amtsblatt der Europäischen Union in Kraft (20. Dezember 2013). Der Beschluss Nr. 661/2010/EU wurde damit aufgehoben. Sie sind ein Orientierungsrahmen für den Auf- und Ausbau der international bedeutsamen Verkehrsinfrastruktur innerhalb der EU und enthalten u. a. erste gemeinschaftliche Leitideen für den Ausbau von circa 58.000 km Fernstraßen – insbesondere Europastraßen, circa 70.000 km Schienenstrecken und circa 12.000 km Binnenwasserstraßen innerhalb eines Zeithorizonts bis 2020. Besondere Bedeutung wurde darin folgenden Punkten beigemessen:
- Grenzüberschreitende Verbindungen
- Beseitigung von Schwachstellen innerhalb der nationalen Netze
- Anbindung von Randregionen
- Kombination und Vernetzung der verschiedenen Verkehrsträger unter Berücksichtigung ihrer jeweiligen Vorteile
- optimale Nutzung der vorhandenen Kapazitäten
- umweltverträglicher Aus- und Aufbau
- Interoperabilität in allen Teilbereichen
- Sicherheit und Zuverlässigkeit im Personen- und Güterverkehr
- Aussicht auf spätere Vernetzung mit den Netzen der EFTA-Staaten, der mittel- und osteuropäischen Staaten (MOE-Staaten) sowie der Mittelmeerländer
- homogene wirtschaftliche und soziale Bedingungen

Zur Gewährleistung der Umsetzung der TEN-Leitlinien (bezüglich Zielen und Prioritäten) soll eine regelmäßige Berichterstattung durch die Europäische Kommission stattfinden. Der erste Bericht erschien im Oktober 1998.
Der Mitte 2010 veröffentlichte Text Transeuropäische Netze – Gemeinschaftliche Leitlinien für den Aufbau eines Transeuropäischen Verkehrsnetzes berichtet über Ziele, Inhalte und Realisierung der Projekte.

### Bau und Finanzierung der Transeuropäischen Netze
Die TEN-Leitlinien sind weder ein Bau- noch ein Finanzierungsprogramm. Die Kosten für eine Realisierung des transeuropäischen Verkehrsnetzes belaufen sich laut Schätzungen der EU-Kommission bis 2020 auf rund 600 Mrd. Euro. Hierin ist auch der Bedarf für den Ausbau in den beigetretenen Staaten enthalten, der im Rahmen der Arbeiten zur Ermittlung des notwendigen Infrastrukturbedarfs in den assoziierten Staaten (TINA-Prozess) ermittelt wurde.
Die Hauptfinanzierung obliegt den Mitgliedstaaten. Mitfinanzierung der Union erfolgt aus folgenden Mitteln:
- EU-Haushaltslinie TEN
- EU-Strukturfonds (insbesondere Europäischer Fonds für regionale Entwicklung – EFRE)
- Kohäsionsfonds

Darüber hinaus finanzieren internationale Finanzinstitutionen, vor allem die Europäische Investitionsbank (EIB) und der Europäische Investitionsfonds (EIF), in erheblichem Maße über Darlehen bzw. Bürgschaften Verkehrsinfrastrukturen in Europa mit.
Die Einzelheiten der Förderung aus der TEN-Haushaltslinie regelt die TEN-Zuschussverordnung (Verordnung (EG) Nr. 2236/95 des Rates über die Grundregeln für die Gewährung von Unionszuschüssen für transeuropäische Netze geändert durch Verordnung (EG) Nr. 807/2004 des Europäischen Parlaments und des Rates vom 21. April 2004). Aus dieser Haushaltslinie können im Verkehrsbereich Investitionsvorhaben grundsätzlich mit bis zu 10 % und Studien mit bis zu 50 % der Kosten gefördert werden. Für bestimmte vorrangige Vorhaben (insbesondere wenn sie grenzüberschreitend sind oder natürliche Hindernisse queren) können aufgrund der ebenfalls im Jahr 2004 erfolgten Änderung der TEN-Zuschussverordnung bis zu 20 % der Investitionen bezuschusst werden.
Die Haushaltslinie TEN enthielt für den Zeitraum 2000–2006 insgesamt 4,855 Mrd. Euro, davon circa 90 % für Verkehr und 10 % für Energie und Telekommunikation. 255 Mio. Euro hiervon waren in den Jahren 2004 bis 2006 für Projekte in den neu beigetretenen Staaten reserviert.
Für die Finanzperiode 2007 bis 2013 sollten 8,013 Mrd. Euro für Verkehrsprojekte bereitgestellt werden.
Der EU-Gipfel vom 7./8. Februar 2013 beschloss die so genannte „Connecting Europe Facility“ für Verkehrs- und Infrastrukturprojekte, die für den Zeitraum 2014–2020 mit insgesamt mit 29,299 Milliarden Euro ausgestattet ist, davon 23,174 Milliarden für Verkehrsprojekte.

### Revision der TEN-V-Leitlinien ab Oktober 2001
Aufgrund der Verpflichtung gem. Art. 21 (Überprüfung im 5-Jahres-Turnus) der Leitlinien legte die Kommission im Oktober 2001 – auf Grundlage des Weißbuches zur EU-Verkehrspolitik aus dem Jahr 2001 – einen Revisionsvorschlag vor. Dabei ging es vor allem um eine Stärkung der umweltfreundlicheren Verkehrsträger und eine Veränderung des Anhangs III (damals noch Liste der prioritären Projekte). Da insbesondere hinsichtlich dieser Liste keine Einigung zwischen der Mitgliedstaaten und der Kommission erreicht werden konnte, war der für eine Einigung mit dem Parlament notwendige gemeinsame Standpunkt nicht erreichbar.
Auf Veranlassung der Kommissarin Loyola de Palacio wurde daher eine hochrangige Arbeitsgruppe unter dem ehemaligen Kommissar Karel Van Miert eingesetzt, die schließlich am 30. Juni 2003 einen Schlussbericht (Van-Miert-Bericht) mit Vorschlägen für vorrangige Vorhaben und zur Finanzierung des TEN-V vorlegte. Ausgehend von diesen Vorschlägen konnten die Verhandlungen erfolgreich abgeschlossen und die Revision schließlich im April 2004 verabschiedet werden.

### 2005: Hochrangige Arbeitsgruppe II

Paneuropäische Verkehrskorridore

Die Überarbeitung der Planung für die Anbindung des TEN-V mit den nationalen Verkehrsnetzen der EU-Nachbarstaaten – in Anlehnung an die bisherigen Paneuropäischen Verkehrskorridore – fand 2004/2005 durch die so genannte Hochrangige Arbeitsgruppe II unter der Leitung von Loyola de Palacio statt.
Am 11. Juni 2004 haben die Europäische Kommission und Albanien, Bosnien und Herzegowina, Kroatien, Nordmazedonien sowie Serbien und Montenegro (einschließlich Kosovo) eine Absichtserklärung über die Entwicklung des südosteuropäischen regionalen Kernverkehrsnetzes unterzeichnet. Das Netz umfasst 4.300 km Schienen, 6.000 km Straßen, die wichtigsten Flughäfen sowie die Häfen Rijeka, Split, Dubrovnik, Niš, Durrës und Vlora. Als Binnenwasserstraßen sind die Donau und die Save einbezogen. Das Netz ist an 58 Punkten grenzüberschreitend. Die Gesamtkosten für die Entwicklung des Netzes werden auf über 16 Mrd. Euro geschätzt. Insgesamt wurden 17 vorrangige Vorhaben mit geschätzten Gesamtkosten in Höhe von 650 Mio. Euro ermittelt. Beispiele: Eisenbahnbrücke Zezeljov Most in Novi Sad (Serbien), Flughafen von Skopje (Nordmazedonien), Hafen Durrës (Albanien), Autobahn von Banja Luka nach Bosanska Gradiška (Bosnien und Herzegowina) und Schienenverkehrsverbindung von Moravice nach Sapjane (Kroatien).
Der Abschlussbericht Netze für Frieden und Entwicklung – Verlängerung der wichtigsten transeuropäischen Verkehrsachsen in die Nachbarstaaten und -regionen wurde am 7. Dezember 2005 an den EU-Verkehrskommissar Jacques Barrot überreicht.
| Verlängerung der Meeresautobahnen | Verlängerung der Meeresautobahnen                                | Verlängerung der Meeresautobahnen | Verlängerung der Meeresautobahnen | Verlängerung der Meeresautobahnen                                                          |
| Nr.                               | Projekt                                                          | Beginn                            | Strecke | Anmerkung                                                                                  |
| --------------------------------- | ---------------------------------------------------------------- | --------------------------------- | --- | ------------------------------------------------------------------------------------------ |
| 01.                               |                                                                  |                                   | Ostsee nach Kaliningrad und Sankt Petersburg |                                                                                            |
| 02.                               |                                                                  |                                   | Atlantik nach Norwegen und Marokko |                                                                                            |
| 03.                               |                                                                  |                                   | Mittelmeer nach Nordafrika, zum Nahen Osten und dem Roten Meer                                                                                         |                                                                                            |
| 04.                               |                                                                  |                                   | in das Schwarze Meer |                                                                                            |
| Nordachse                         |                                                                  |                                   | |                                                                                            |
| Nr.                               | Projekt                                                          | Beginn                            | Strecke | Anmerkung                                                                                  |
| 05.                               | Berlin – Transsib                                                |                                   | Berlin – Warschau – Minsk – Moskau – Transsib | multimodale Achse                                                                          |
| 06.                               | Finnische Grenze – St. Petersburg – Moskau                       |                                   | Finnische Grenze – St. Petersburg – Moskau | multimodale Achse                                                                          |
| 07.                               | St. Petersburg – Transsib                                        |                                   | St. Petersburg – Wologda – Moskau / Transsib | Schienengüterverbindung                                                                    |
| 08.                               | Ostseehäfen – Belarus – Russland                                 |                                   | Ostseehäfen nach Minsk/Moskau | multimodale Achse                                                                          |
| 09.                               | Estland – Russland                                               |                                   | Tallinn – St. Petersburg – Moskau |                                                                                            |
| 10.                               | Lettland – Russland                                              |                                   | Ventspils – Riga – Moskau |                                                                                            |
| 11.                               | Kaliningrad/Litauen – Russland                                   |                                   | Klaipėda/Kaliningrad – Vilnius – Minsk – Moskau |                                                                                            |
| 12.                               | Norwegischer Teil der Eisenbahn-/Straßenachse Nordisches Dreieck |                                   | | mehrere Strecken                                                                           |
| 13.                               | Russland – Nordnorwegen                                          |                                   | St. Petersburg – Vartius – Tornio – Haparanda – Narvik                                                                                                 |                                                                                            |
| Zentralachse                      |                                                                  |                                   | |                                                                                            |
| Nr.                               | Projekt                                                          | Beginn                            | Strecke | Anmerkung                                                                                  |
| 14.                               | Dresden – Kiew                                                   |                                   | Dresden – Kattowitz – Lemberg – Kiew | multimodale Achse                                                                          |
| 15.                               | Moskau – Kiew – Odessa                                           |                                   | Moskau – Kiew – Odessa | multimodale Achse                                                                          |
| 16.                               | Belarus – Odessa                                                 |                                   | Belarus – Kiew – Odessa | Binnenschifffahrt                                                                          |
| 17.                               | Don-/Wolga-Schifffahrt                                           |                                   | Kaspisches Meer – Schwarzes Meer – Wolga | Binnenschifffahrt auf Don/Wolga                                                            |
| 18.                               | Minsk – Kiew                                                     |                                   | Minsk – Kiew | multimodale Achse                                                                          |
| 19.                               | Kiew – Transsib                                                  |                                   | Kiew – Charkiw – Transsib/Kaukasus | multimodale Achse                                                                          |
| Südostachse                       |                                                                  |                                   | |                                                                                            |
| Nr.                               | Projekt                                                          | Beginn                            | Strecke | Anmerkung                                                                                  |
| 20.                               | Salzburg – Niš                                                   |                                   | Salzburg – Ljubljana – Zagreb/Budapest – Belgrad – Niš (inkl. Skopje – Thessaloniki und Sofia – Istanbul – Ankara – Georgien/Armenien – Aserbaidschan) | multimodale Achse, s. u. a. „TRACECA“                                                      |
| 21.                               | Budapest – Sarajevo – Ploče                                      |                                   | Budapest – Sarajevo – Ploče | multimodale Achse                                                                          |
| 22.                               | Bari/Brindisi – Burgas                                           |                                   | Bari/Brindisi – Durrës/Vlora – Tirana – Skopje – Sofia – Burgas                                                                                        | multimodale Achse                                                                          |
| 23.                               | Binnenschifffahrt auf Donau und Save                             |                                   | |                                                                                            |
| 24.                               | Ankara – Alexandria                                              |                                   | Ankara – Mersin – Syrien – Jordanien – Sueskanal – Alexandria/East Port Said                                                                           | Ankara – Mersin – Syrien – Jordanien – Sueskanal – Alexandria/East Port Said (incl. 24a-f) |
| 24a                               | Türkei                                                           |                                   | Sivas – Malatya – Mersin |                                                                                            |
| 24b                               | Türkei in den Iran und Irak                                      |                                   | |                                                                                            |
| 24c                               | Syrien                                                           |                                   | Tartus – Homs | Richtung Irak                                                                              |
| 24d                               | Libanon – Syrien                                                 |                                   | Beirut – Damaskus | Richtung Irak und Syrien                                                                   |
| 24e                               | Israel                                                           |                                   | Haifa – Israelische Nordgrenze |                                                                                            |
| 24f                               | Jordanien                                                        |                                   | Jordanische Westgrenze – Amman | Richtung Irak und Saudi-Arabien                                                            |
| 25                                | Ägypten                                                          |                                   | Dumyat – Kairo | multimodale Achse                                                                          |
| 26                                | Südkaukasus                                                      |                                   | von Armenien, Aserbaidschan und Georgien nach Norden und Süden                                                                                         | multimodale Achse                                                                          |
| Südwestachse                      |                                                                  |                                   | |                                                                                            |
| Nr.                               | Projekt                                                          | Beginn                            | Strecke | Anmerkung                                                                                  |
|                                   | Algeciras – Rabat                                                |                                   | Algeciras – Rabat | Richtung Agadir                                                                            |
|                                   | Rabat – Libyen/Ägypten                                           |                                   | Rabat – Fès – Oujda – Constantine – Algier – Tunis – Libysche Grenze                                                                                   | „Trans-Maghrebin“ und Tunesien – Ägypten                                                   |
|                                   | Verlängerung TEN 24                                              |                                   | durch Schweiz | s. o.                                                                                      |

### 2006: Komodalität
In der Halbzeitbilanz zum EU-Verkehrsweißbuch 2001, die 2006 veröffentlicht wurde, wurde der bis dahin verfolgten Begünstigung von Schienenprojekten der Begriff Komodalität entgegengestellt. Demnach sollen alle Verkehrsträger in ihrer effizienten Benutzung optimiert werden, entweder allein oder in Kombination.

### Modifizierung der TEN-V-Leitlinien 2010
Mit Beschluss Nr. 661/2010/EU vom 7. Juli 2010 des Europäischen Parlaments und des Rates zur Kodifizierung der TEN-V wurde die Entscheidung Nr. 1692/96/EG in der Fassung der Entscheidung Nr. 884/2004/ EG kodifiziert und ein neuer Anhang mit den Karten der 27 Mitgliedstaaten eingefügt und als Zeithorizont für den Aufbau des Netzes für alle Mitgliedstaaten das Jahr 2020 festgelegt.
Vorrangige Vorhaben (Verkehrsachsen und Abschnitte), mit denen vor 2010 begonnen werden sollte:
| Farbe | Status         |
| ----- | -------------- |
| grün  | fertiggestellt |
| gelb  | in Bau         |
| rot   | nicht begonnen |
| ohne  | unbekannt      |

| Nr. | Projekt                                                   | Beginn | Strecke                                                                                             | Anmerkung                                                  |
| --- | --------------------------------------------------------- | ------ | --------------------------------------------------------------------------------------------------- | ---------------------------------------------------------- |
| 01. | Eisenbahnachse Berlin – Palermo                           | k. A.  | | inkl. Brennerbasistunnel                                   |
| 02. | Hochgeschwindigkeits-Eisenbahnachse PBKAL                 | k. A.  | Paris – Brüssel – Köln – Amsterdam – London                                                         | siehe Thalys und Eurostar                                  |
| 03. | Hochgeschwindigkeits-Eisenbahnachse Süd (Westeuropa)      | 1996   | Paris – Madrid                                                                                      | siehe AVE, TGV, Madrid – Paris                             |
| 04. | Hochgeschwindigkeits-Eisenbahnachse Ost                   | k. A.  | Paris – Ostfrankreich – Frankfurt – Stuttgart – München                                             | siehe Rhealys                                              |
| 05. | Betuwe-Verbindung                                         |        | Maasvlakte – Kijfhoek – Oberhausen                                                                  | in den Niederlanden fertig, in D noch in der Planungsphase |
| 06. | Eisenbahnachse Lyon – Tschop                              | k. A.  | Lyon – Triest – Divača/Koper – Divača – Ljubljana – Budapest – Tschop                               |                                                            |
| 07. | Autobahnachse Igoumenitsa – Budapest                      | k. A.  | Igoumenitsa/Patra – Athen – Sofia – Budapest                                                        |                                                            |
| 08. | Multimodale Achse Iberische Halbinsel – restliches Europa | k. A.  | Portugal – Spanien – Frankreich                                                                     |                                                            |
| 09. | Eisenbahnachse Irland                                     |        | Cork – Dublin – Belfast – Stranraer                                                                 |                                                            |
| 10. | Anbindung Flughafen Mailand-Malpensa                      | 2001   | |                                                            |
| 11. | Öresund-Landverbindung                                    | 1993   | Kopenhagen – Malmö                                                                                  |                                                            |
| 12. | Eisenbahn-/Straßenachse Nordisches Dreieck                |        | | mehrere Strecken                                           |
| 13. | Straßenachse Irland – Benelux                             | 2010   | Irland – GB – Benelux                                                                               |                                                            |
| 14. | West Coast Main Line                                      |        | Edinburgh/Glasgow – Carlisle – (Manchester)– bzw. Liverpool – Crewe – (Birmingham) – Rugby – London |                                                            |
| 15. | Galileo                                                   | 2007   | –                                                                                                   | Inbetriebnahme am 15. Dezember 2016                        |
| 16. | Güterverkehr Sines – Paris                                | k. A.  | Sines/Algeciras – Madrid – Paris                                                                    |                                                            |
| 17. | Magistrale für Europa                                     | k. A.  | Paris – Straßburg – Stuttgart – München – Wien – Bratislava/Budapest                                |                                                            |
| 18. | Binnenwasserstraße Rhein – Donau                          | k. A.  | Rhein/Maas – Main – Donau                                                                           |                                                            |
| 19. | Interoperabilität                                         | 2010   | Iberien                                                                                             | siehe AVE                                                  |
| 20. | Fehmarnbelt                                               | 2021   | skandinavisch-mediterraner Korridor im Verkehrsnetz der EU (TEN-T)                                  | geplante Fertigstellung 2028                               |
| 21. | Meeresautobahnen                                          | k. A.  | | inkl. Nord-Ostsee-Kanal                                    |
| 22. | Eisenbahnachse Athen – Nürnberg/Dresden                   | k. A.  | Athen – Sofia – Budapest – Wien – Prag – Nürnberg/Dresden                                           |                                                            |
| 23. | Baltisch-Adriatische Achse                                | k. A.  | Danzig – Warschau – Brünn/Bratislava – Wien – Venedig – Bologna                                     |                                                            |
| 24. | Eisenbahnachse Lyon/Genua – Rotterdam/Antwerpen           | k. A.  | Lyon/Genua – Basel – Duisburg – Rotterdam/Antwerpen                                                 |                                                            |
| 25. | Autobahnachse Danzig – Wien                               |        | Danzig – Brünn/Bratislava – Wien                                                                    |                                                            |
| 26. | Schienen-/Straßenachse Irland – Festland                  | k. A.  | Irland – Großbritannien – europäisches Festland                                                     |                                                            |
| 27. | Rail Baltica                                              | k. A.  | Warschau – Kaunas – Riga – Tallinn – Helsinki                                                       |                                                            |
| 28. | Eurocaprail                                               | k. A.  | Brüssel – Luxemburg – Straßburg                                                                     |                                                            |
| 29. | Eisenbahnachse Ionisches Meer – Adria                     | k. A.  | |                                                            |
| 30. | Canal Seine-Nord Europe                                   | k. A.  | |                                                            |

(siehe Entscheidung Nr. 884/2004/EG des Europäischen Parlaments und des Rates vom 29. April 2004 zur Änderung der Entscheidung Nr. 1692/96/EG über gemeinschaftliche Leitlinien für den Aufbau eines transeuropäischen Verkehrsnetzes. In: Amtsblatt der Europäischen Union. L 167 vom 30. April 2004)
Projekt Nr. 30 ist oder war der Canal Seine-Nord Europe, ein etwa 106 km langer geplanter Kanal in Süd-Nord-Richtung durch Nordfrankreich und Belgien zwischen den Einzugsgebieten der Flüsse Seine und Schelde. Nach dem Regierungswechsel in Frankreich 2012 (François Hollande wurde Nachfolger von Nicolas Sarkozy) wurde bekannt, dass die Finanzierung des Projektes nicht gesichert ist: 2006 schätzte man seine Kosten auf 3,6 Mrd. Euro, 2007 auf 4,2 Mrd., Anfang 2013 auf 7 Mrd. Euro.

### Kernnetzkorridore
Das Konzept der Paneuropäischen Verkehrskorridore wurde zwischen 2010 und 2013 durch die EU-Verkehrspolitik weiter entwickelt und geht weit über den zwischenzeitlichen Ansatz der Vorrangigen Vorhaben hinaus. Die Helsinki-Korridore sind heute, teils in geänderter Form, Teil der neun sog. TEN-V-Kernnetzkorridore (TEN-T Core Network Corridors), in der neuen Verordnung (EU) Nr. 1315/2013 über die Leitlinien der Union für den Aufbau eines transeuropäischen Verkehrsnetzes definiert und in der Verordnung zur Schaffung der Fazilität Connecting Europe (Verordnung (EU) 2021/1153) besonders berücksichtigt, die im Juli 2021 in Kraft trat.
Demnach gibt es im transeuropäischen Verkehrsnetz drei Ebenen:
- das Gesamtnetz (comprehensive network)
  - darin das Kernnetz (core network)
    - darin die neun Kernnetzkorridore (core network corridors)

Die neun multimodalen Korridore mit einer Gesamtlänge von 15.000 km sollen bis 2030 so ausgebaut werden, dass sie den definierten technischen Mindestkriterien für ein leistungsfähiges Verkehrsnetz entsprechen.
| Korridor-Name                                               | Verlauf | Koordinator                                                 | Berührte Mitgliedsstaaten          |
| ----------------------------------------------------------- | --- | ----------------------------------------------------------- | ---------------------------------- |
| Ostsee – Adria (Baltic – Adriatic)                          | Gdynia – Danzig – Warschau – Kattowitz – Ostrava Świnoujście – Posen – Breslau – Ostrava Ostrava – Brünn – Wien – Graz Graz – Villach – Udine Graz – Maribor – Ljubljana – Koper – Triest – Udine Udine – Venedig – Padua – Bologna – Ravenna | 2014–2018: Kurt Bodewig seit 2018: Anne Elisabet Jensen     | PL, CZ, SK, AT, SI, IT             |
| Nordsee – Ostsee (North Sea – Baltic)                       | Helsinki – Tallinn – Rīga Ventspils – Rīga Rīga – Kaunas Klaipėda – Kaunas – Vilnius Kaunas – Warschau Grenze Belarus – Warschau – Poznań – Frankfurt (Oder) – Berlin – Hamburg Berlin – Magdeburg – Braunschweig – Hannover Hannover – Bremen – Bremerhaven / Wilhelmshaven Hannover – Osnabrück – Hengelo – Almelo – Deventer – Utrecht Utrecht – Amsterdam Utrecht – Rotterdam – Antwerpen Hannover – Köln – Antwerpen                                    | Catherine Trautmann                                         | FI, EE, LV, LT, PL, DE, NL         |
| Mittelmeer (Mediterranean)                                  | Algeciras – Bobadilla – Madrid – Saragossa – Tarragona Sevilla – Bobadilla – Murcia Cartagena – Murcia – Valencia – Tarragona Tarragona – Barcelona – Perpignan – Marseille / Lyon – Turin – Novara – Mailand – Verona – Padua – Venedig – Ravenna / Triest / Koper – Ljubljana – Budapest Ljubljana / Rijeka – Zagreb – Budapest – Grenze Ukraine | 2014–2018: Laurens Jan Brinkhorst seit 2018: Iveta Radičová | ES, FR, IT, SI, HR, HU             |
| Orient / Östliches Mittelmeer (Orient / East-Mediterranean) | Hamburg – Berlin Rostock – Berlin – Dresden Bremerhaven / Wilhelmshaven – Magdeburg – Dresden Dresden – Ústí nad Labem – Mělník / Prag – Kolín Kolín – Pardubice – Brno – Wien – / – Bratislava – Budapest – Arad – Timișoara – Craiova – Calafat – Vidin – Sofia Sofia – Plovdiv – Burgas Plovdiv – Grenze Türkei Sofia – Thessaloniki – Athen – Piraeus – Lemesos – Lefkosia Athen – Patras / – Igoumenitsa                                                | Mathieu Grosch                                              | DE, CZ, AT, SK, HU, RO, BG, EL, CY |
| Skandinavien – Mittelmeer (Scandinavian – Mediterranean)    | Grenze Russland – Hamina/Kotka – Helsinki – Turku/Naantali – Stockholm – Malmö Oslo – Göteborg – Malmö – Trelleborg Malmö – Kopenhagen – Kolding / Lübeck – Hamburg – Hannover Bremen – Hannover – Nürnberg Rostock – Berlin – Leipzig – Nürnberg – München Nürnberg – München – Innsbruck – Verona – Bologna – Ancona / Florenz Livorno / La Spezia – Florenz – Rom – Neapel – Bari – Tarent – Valletta Neapel – Gioia Tauro – Palermo / Augusta – Valletta | Pat Cox                                                     | FI, SE, DK, NO, DE, AT, IT, MT     |
| Rhein – Alpen (Rhine – Alpine)                              | Genua – Mailand – Lugano – Basel Genua – Novara – Brig – Bern – Basel – Karlsruhe – Mannheim – Mainz – Koblenz – Köln Köln – Düsseldorf – Duisburg – Nijmegen / Arnhem – Utrecht – Amsterdam Nijmegen – Rotterdam – Vlissingen Köln – Lüttich – Brüssel – Gent Lüttich – Antwerpen – Gent – Zeebrugge | Paweł Wojciechowski                                         | IT, CH, FR, DE, NL, BE             |
| Atlantik (Atlantic)                                         | Algeciras – Bobadilla – Madrid Sines / Lissabon – Madrid – Valladolid Lissabon – Aveiro – Porto de Leixões / Porto Aveiro – Valladolid – Vitoria – Bergara – Bilbao / Bordeaux – Paris – Le Havre / Metz – Mannheim / Straßburg | Carlo Secchi                                                | PT, ES, FR, DE                     |
| Nordsee – Mittelmeer (North Sea – Mediterranean)            | Belfast – Dublin – Cork Glasgow / Edinburgh – Liverpool / Manchester – Birmingham Birmingham – Felixstowe / London / Southampton London – Lille – Brüssel Amsterdam – Rotterdam – Antwerpen – Brüssel – Luxemburg Luxemburg – Metz – Dijon – Mâcon – Lyon – Marseille Luxemburg – Metz – Straßburg – Basel Antwerpen / Zeebrugge – Gent – Dünkirchen / Lille – Paris                                                                                         | Péter Balázs                                                | IE, UK, FR, BE, NL, LU, CH         |
| Rhein – Donau (Rhine – Danube)                              | Straßburg – Stuttgart – München – Wels / Linz Straßburg – Mannheim – Frankfurt am Main – Würzburg – Nürnberg – Regensburg – Passau – Wels / Linz München / Nürnberg – Prag – Ostrava/Přerov – Žilina – Košice – Grenze Ukraine Wels/Linz – Wien – Bratislava – Budapest – Vukovar Wien/Bratislava – Budapest – Arad – Brașov/Craiova – Bukarest – Constanța – Sulina                                                                                         | 2014–2018: Karla Peijs, seit 2021: Inés Ayala Sender        | FR, DE, AT, CZ, SK, HU, RO         |

Für die Themen ERTMS und Meeresautobahnen hat die Kommission ebenfalls Europäische Koordinatoren ernannt.
- ERTMS: Matthias Ruete (seit 2019, davor 2014–2019: Karel Vinck)
- Meeresautobahnen (MoS): Kurt Bodewig (seit 2018, davor 2014–2018 Brian Simpson)

Dazu und zur Sicherstellung von Investitionen in horizontale Prioritäten der Verkehrspolitik (SESAR, ITS etc.) wird der EU-Verkehrshaushalt im Zeitraum von 2014 bis 2020 auf 26 Milliarden Euro verdreifacht werden; 80 bis 85 Prozent davon sollen in das Kernnetz fließen, einschließlich der Ausrüstung bestehender Strecken mit ETCS und GSM-R. Um alle vorrangigen Projekte umzusetzen, müssten im selben Zeitraum 250 Milliarden Euro investiert werden.

### Ausblick
Im Rahmen der geplanten Fortschreibung der TEN-V-Leitlinien und der nächsten Version der ETCS-Spezifikation, deren Inkrafttreten nach TSI 2022 Anfang 2023 erwartet wird, sollen neue TEN-Vorgaben enthalten sein: Unter anderem soll das gesamte Kernnetz bis 2030 mit ETCS ausgerüstet werden, bis 2040 das übrige Netz. Bis 2040 sollen alle nationalen Zugbeeinflussungssysteme außer Dienst gestellt werden.